# J.O.B. Records
J.O.B. Records was een Amerikaans platenlabel voor blues en rhythm-and-blues. Het werd in 1949 opgericht door zakenman Joe Brown en bluesmuzikant St.Louis Jimmy Oden en was gevestigd in Chicago. Het was gespecialiseerd in southern blues en rhythm & blues uit Chicago.
In 1952 had het label een hit te pakken met "Five Long Years" door Eddie Boyd: het haalde de eerste plaats in de R&B-hitlijsten. In 1953 werkte het label tijdelijk samen met Chance Records. De platenmaatschappij nam spaarzaam op tot 1972, toen de catalogus werd verkocht aan Jewel Records. De laatste single van J.O.B. Records kwam in 1974 uit.
Artiesten van wie werk op het label uitkwam, waren onder meer Eddie Boyd, Willie Cobbs, Floyd Jones, King Kolax, J.B. Lenoir, Snooky Pryor, Johnny Shines en Sunnyland Slim.